# Seda (Litauen)
 Seda (deutsch, veraltet: Schwenden) ist eine Stadt in der Rajongemeinde Mažeikiai im Nordwesten von Litauen. Seda liegt an der Varduva, einem Nebenfluss der Venta, 23 km südwestlich von Mažeikiai. Im Jahr 2011 hatte die Stadt 1138 Einwohner.

## Geschichte

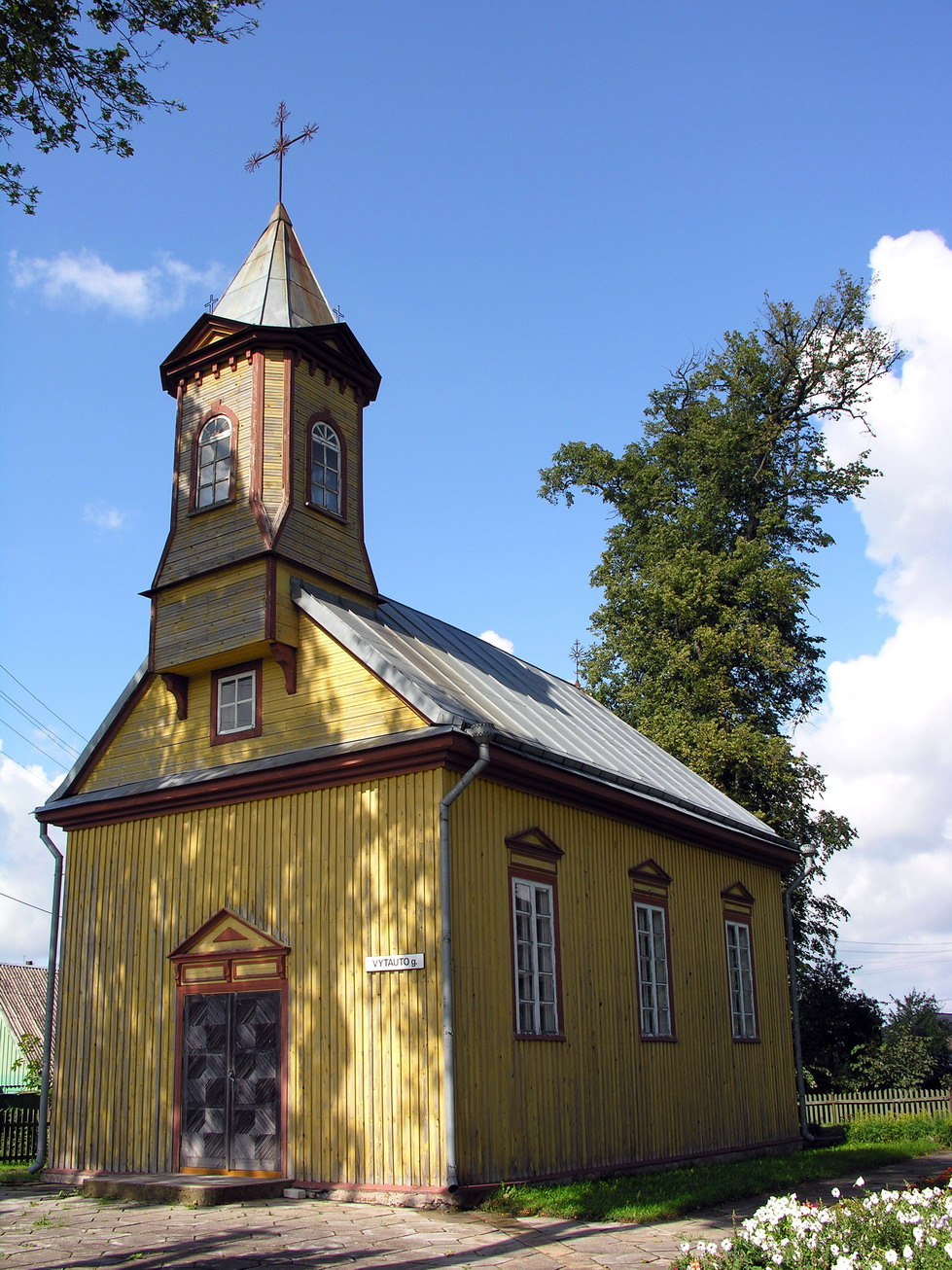
Nepomukkirche

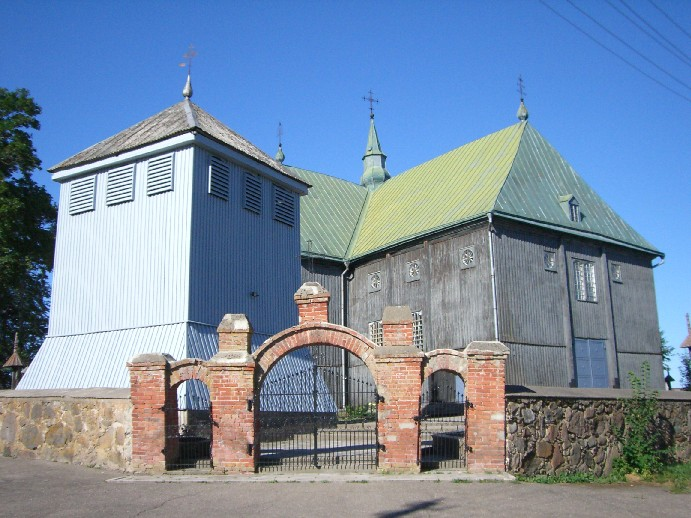
Holzkirche Mariä Himmelfahrt

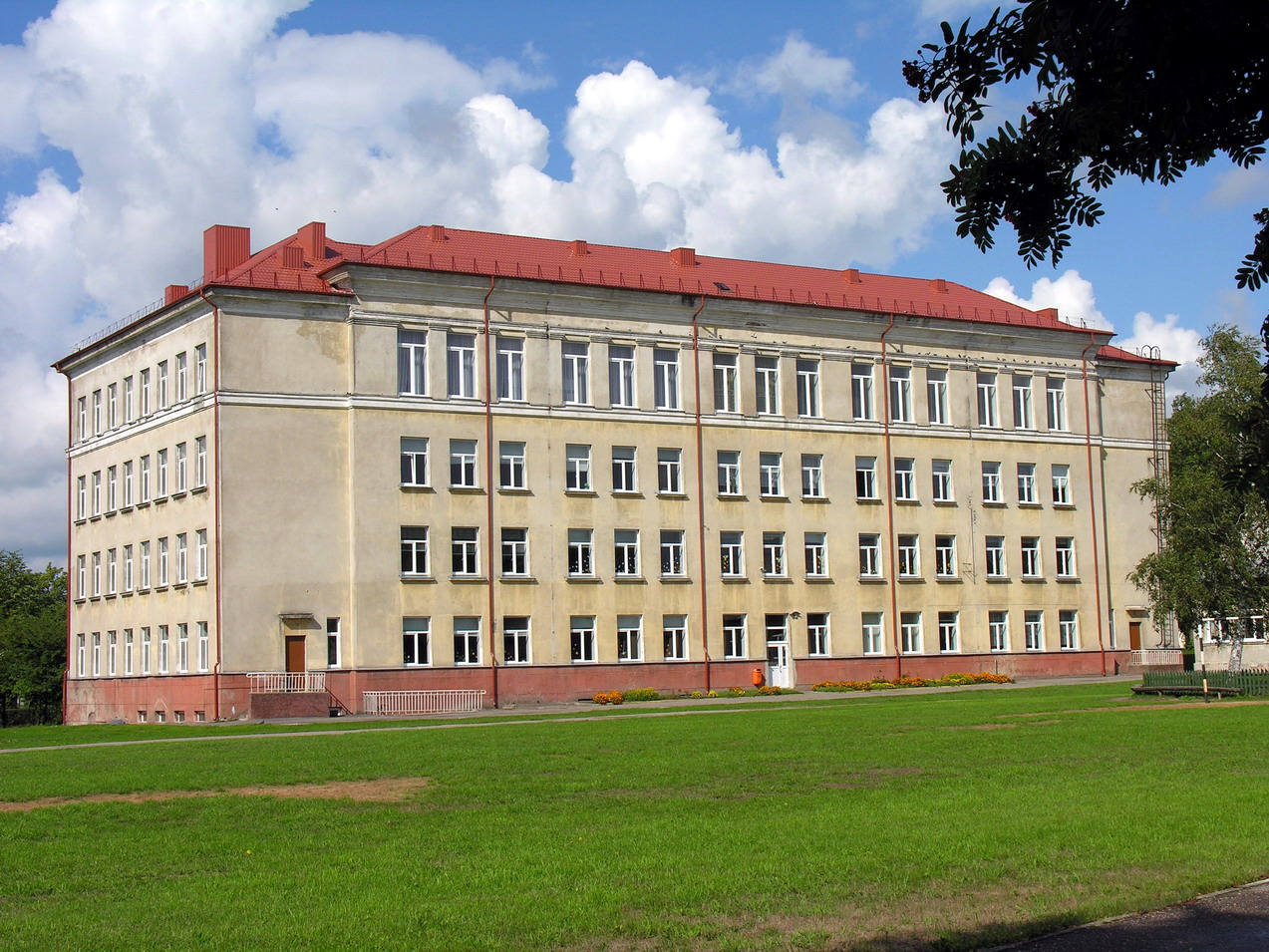
Gymnasium

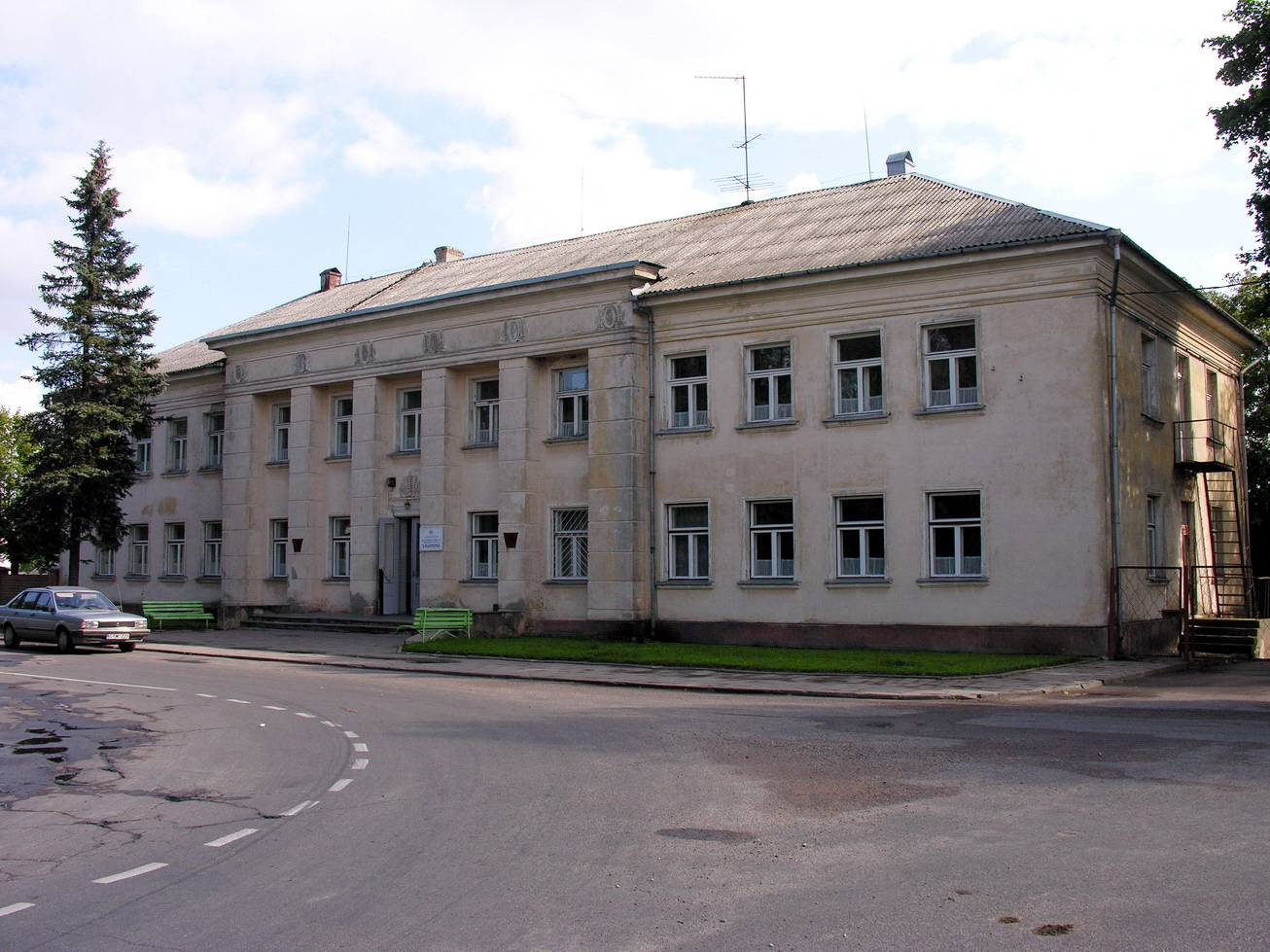
Krankenhaus

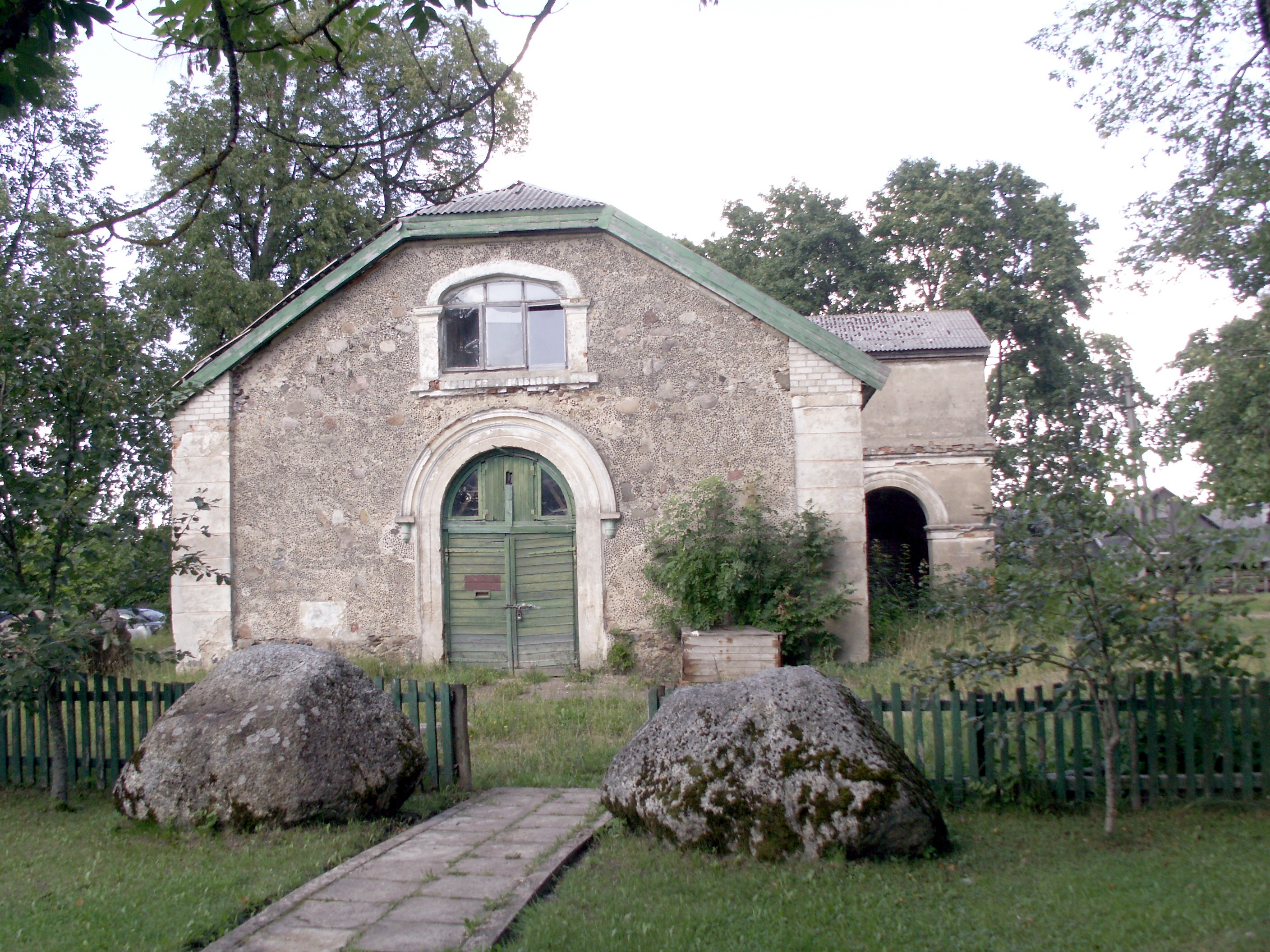
Gutshof Seda

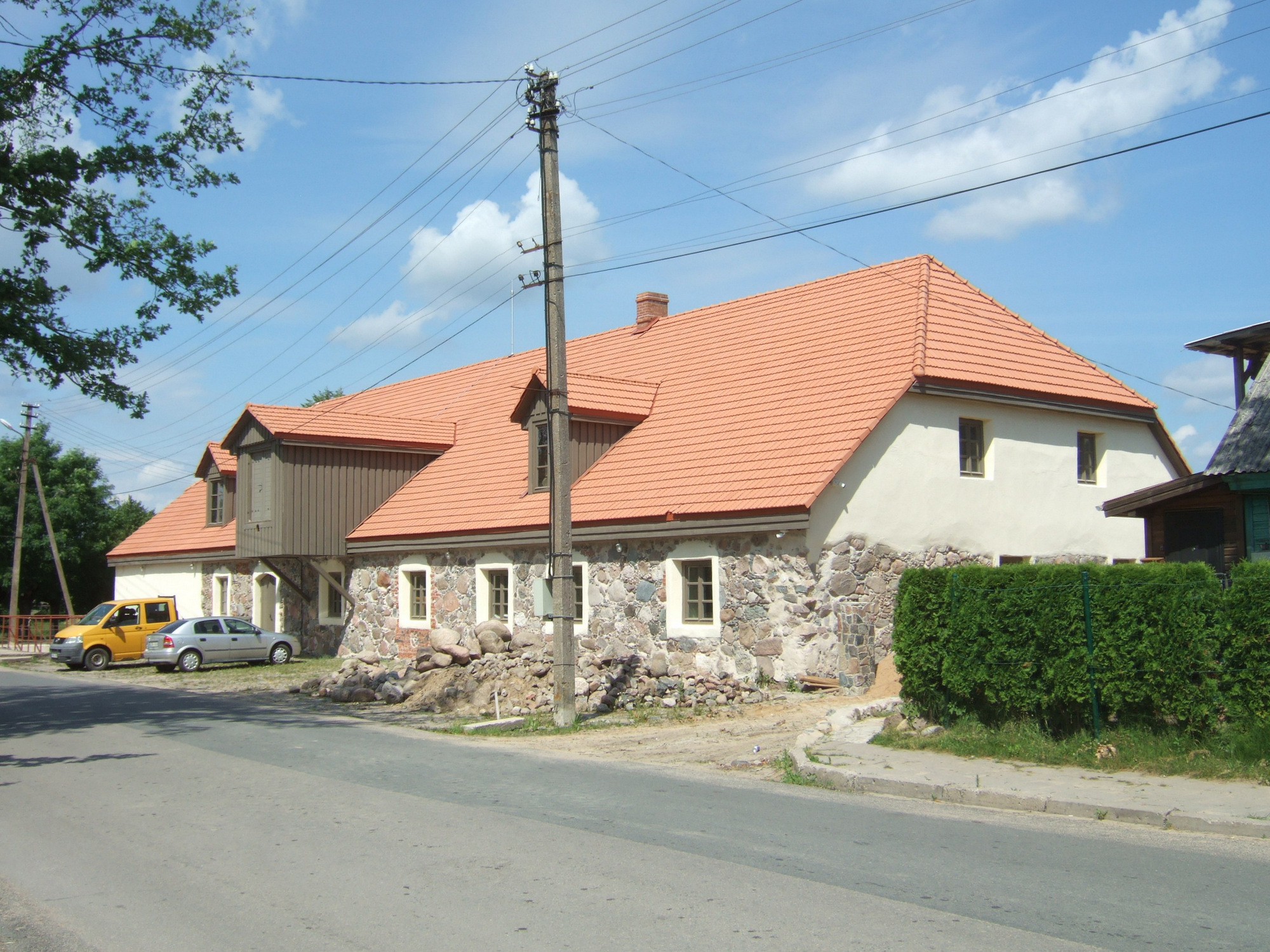
Wassermühle

Der Name Seda ist von dem nahe gelegenen See Seda, auch als Sedula bekannt, abgeleitet. Seda wurde im 13. Jahrhundert zum ersten Mal urkundlich erwähnt. Im 15. Jahrhundert gewann Seda an Bedeutung, weil es zu der belebten Grenze mit dem früheren Livland eine Freihandelszone bot und im 16. Jahrhundert wurde dort die Himmelfahrtskirche errichtet, deren Bau von Václav Bartoškevičius und seiner Frau Elizabeth Juškaitė unterstützt wurde.
Die Stadt selbst wurde 1500 gegründet, im Jahre 1508 folgte die Einrichtung einer Pfarrei, 1780 erhielt man das Stadtrecht. Während des großen nordischen Krieges erlitt Seda erhebliche Verluste und Zerstörungen, deren Wiederherstellung bis ins 18. Jahrhundert anhielt. Nach dem Aufstand im Jahre 1831, an dem sich das Adelsgeschlecht der Saphieha aktiv beteiligt hatte, wurden deren gesamte Ländereien eingezogen und dem Staat übertragen. Im Jahr 1886 brannte der gesamte westliche Teil der Stadt nieder.
Während des Zweiten Weltkriegs fand  am 6. und 7. Oktober 1944 in Seda eine Schlacht zwischen der Kampfgruppe Mäder (Tevynės apsaugos rinktinė) und der Roten Armee statt. Im Gedenken an den 50. Jahrestag dieser Schlacht wurde ein Denkmal für gefallene Soldaten auf dem Platz neben der Kirche Mariä Himmelfahrt errichtet. Dort sind auch Soldaten, die nicht aus der Umgebung kamen, begraben. Am 16. Juli 2004 wurde das offizielle Wappen von Seda vom Präsidenten bestätigt.

## Schule
Das örtliche Vytauto Macernio Gymnasium ist Grundschule, Hauptschule, Realschule und Gymnasium zugleich. Bereits 1538 gab es eine Gemeindeschule in Seda. 1803 wurde eine russische Schule eröffnet und 1836 eine Konfessionsschule gegründet. Die russische Schule schloss 1915, worauf 1921 eine neue Schule gegründet wurde, die jedoch 1935 geschlossen wurde. 1939 wurde dann die jetzige zweistufige Schule eröffnet, deren erste Absolventen 1947 entlassen wurden. 1961 zog die Schule in die heutigen Räumlichkeiten. Im Jahr 2005 erhielt sie den Namen des Dichters Vytautas Mačernis (1921–1944), der hier die Schule besuchte und 2007 wurde ihr der Status eines Gymnasiums vergeben.

## Sehenswürdigkeiten
- Holzkirche Mariä Himmelfahrt, 1508 erbaut.
- Kirche des Heiligen Johannes Nepomuk, Holzbau, 1793 geweiht.
- Gutshof und Wassermühle an der Varduva aus dem 19. Jahrhundert.

## Personen
- Jakob Geri (1901–1974), israelischer Politiker, Anwalt und Unternehmer
- Georgi Wladimirowitsch Iwanow (1894–1958),  russischer Dichter, Schriftsteller, Publizist, Kritiker und Übersetzer
- Alma Monkauskaitė (1961–2018), litauische Politikerin, Seimas-Mitglied
- Viktoras Pivrikas (1950–2013), litauischer Arzt, Professor und Kommunalpolitiker von Palanga
- Algirdas Pocius (1930–2021), litauischer Politiker und Autor, Schriftsteller und Journalist